# Niels Fenger

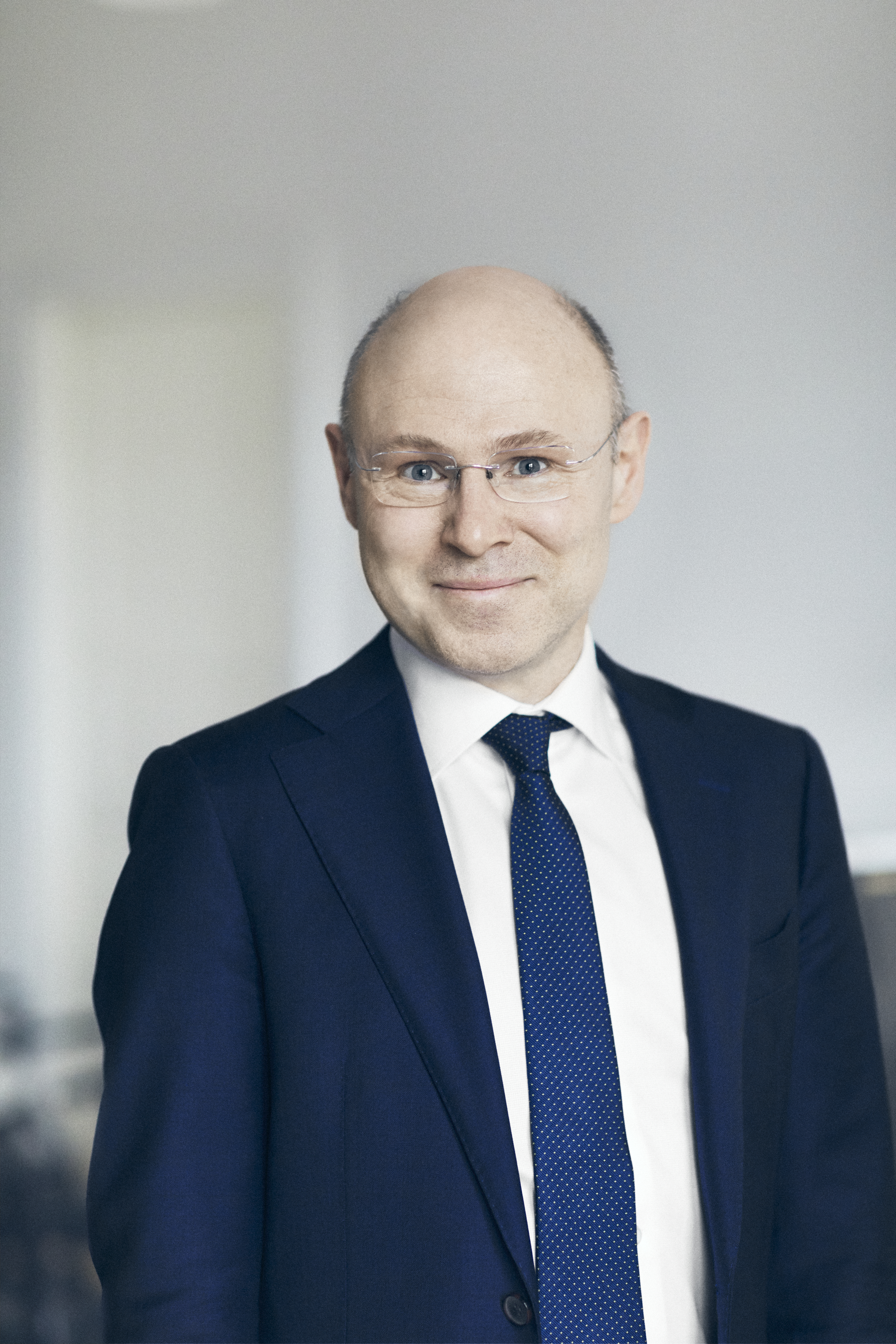
Niels Fenger (2019)

Niels Fenger (* 1968 in Kopenhagen) ist ein dänischer Jurist und Hochschullehrer. Er ist Richter am Europäischen Gerichtshof.

## Leben und Wirken
Fenger studierte Rechtswissenschaften an der Universität Kopenhagen, wo er 1992 seinen Abschluss machte. Anschließend trat er in den Dienst des dänischen Justizministeriums, wo er ein Referat in der Abteilung Europarecht und ab 1993 in der Abteilung Zivilrecht leitete. 1994 wurde er als Rechtsreferent an den Gerichtshof der Europäischen Union abgeordnet, wo er im Kabinett von Generalanwalt Michael Bendik Elmer tätig war. Nach seiner Rückkehr nach Dänemark im Jahr 1995 war er als wissenschaftlicher Mitarbeiter Verwaltungsrecht und Unionsrecht an der Universität Kopenhagen beschäftigt. 1996 kehrte er als Referatsleiter in der Abteilung für Verfassungs- und Verwaltungsrecht an das dänische Justizministerium zurück, 2001 wechselte er als Abteilungsleiter an das dänische Innenministerium. 2002 wurde er zum Leiter des Juristischen Dienstes der Überwachungsbehörde der Europäischen Freihandelsassoziation ernannt und übt dieses Amt bis 2009 aus. In dieser Funktion vertrat er die EFTA-Überwachungsbehörde vor dem Gerichtshof der Europäischen Union und dem EFTA-Gerichtshof. Unterdessen wurde er 2004 an der Universität Aarhus zum Dr. iur. promoviert.
2009 nahm er einen Ruf auf einen ordentlichen Lehrstuhl für Verwaltungsrecht der Universität Kopenhagen an, wo er bis 2017 tätig war. Hier veröffentlichte er zahlreiche Werke auf dem Gebiet des Unionsrechts, des Verwaltungsrechts und der Verfahrensvorschriften der dänischen Gerichte. Neben seiner akademischen Tätigkeit war er von 2014 bis 2015 und von 2017 bis 2019 Richter am Østre Landsret, dem Landgericht für Ostdänemark. Von 2019 bis 2024 war er parlamentarischer Ombudsman des Folketing.
Am 7. Oktober 2024 wurde Fenger zum Richter am Europäischen Gerichtshof ernannt.